# Желнино (Нижегородская область)
Желнино́ (также «Жёлнино») — посёлок (с 1942 по 2022 гг. — рабочий посёлок) в Нижегородской области России. Входит в состав городского округа город Дзержинск.

## География
Расположен в пригородной рекреационной зоне городского округа город Дзержинск в 2 км к юго-западу от города, в 40 км к западу от Нижнего Новгорода, у впадения реки Совец в Оку.
В посёлке находится отделение Почты России, индекс 606044.

## Название
Название посёлок предположительно получил по названию дятла — желна, обитающего в окрестных лесах.

## История
Посёлок на Оке был известен ещё с XVIII века. Здесь жили рыбаки и кораблестроители. Однако в XIX веке у городских жителей появляется мода на дачный отдых, с 1870 года Желнино становится излюбленным местом отдыха для интеллигенции из Нижнего Новгорода. За целебный сосновый воздух Желнино окрестили нижегородской Ялтой.
С 1863 по 1884 года в богатой купеческой семье, проживавшей в селе, родился и жил художник-пейзажист Константин Кузнецов, много лет работавший в Париже. Позже семья перебралась в Нижний Новгород.
С 1886 по 1896 годы недалеко от Желнино снимал дачу русский писатель В. Г. Короленко. Выдающийся учёный, изобретатель в области радиосвязи Александр Степанович Попов в период с 1889 по 1898 год также жил летом на даче близ нынешнего посёлка. В мае — июне 1903 года на берегу Оки отдыхал на даче со своим семейством писатель Алексей Максимович Горький.
В 1942 году Желнино стало посёлком городского типа, получив статус рабочего посёлка. К 1 января 2022 года рабочий посёлок был преобразован в сельский населённый пункт (посёлок), образовав сельсовет Желнино.

## Население
| 1959 | 1970  | 1979  | 1989  | 2002 | 2009 | 2010 |
| ---- | ----- | ----- | ----- | ---- | ---- | ---- |
| 1884 | ↗2157 | ↘1624 | ↘1112 | ↘696 | ↘597 | ↗896 |
| 2012 | 2013  | 2014  | 2015  | 2016 | 2017 | 2018 |
| ↘884 | →884  | ↘868  | ↘860  | ↘844 | ↘819 | ↘805 |
| 2019 | 2020  | 2021  |       |      |      |      |
| ↘800 | ↘786  | ↗1024 |       |      |      |      |

## Зона отдыха
Богатое природное окружение посёлка: реки Ока и Осовец (у местных жителей также используется разговорное название «Совец»), озёра Святое и Плотинка, дубовые рощи и сосновые леса сделало посёлок излюбленным местом отдыха дзержинцев. В Желнино расположены пляжи, места для пикников, детские оздоровительные лагеря, турбазы, ведётся активное строительство загородных домов и дач. В 2006 году в Желнино был открыт пятизвёздочный загородный отель, единственный отель подобного класса в Нижегородской области.

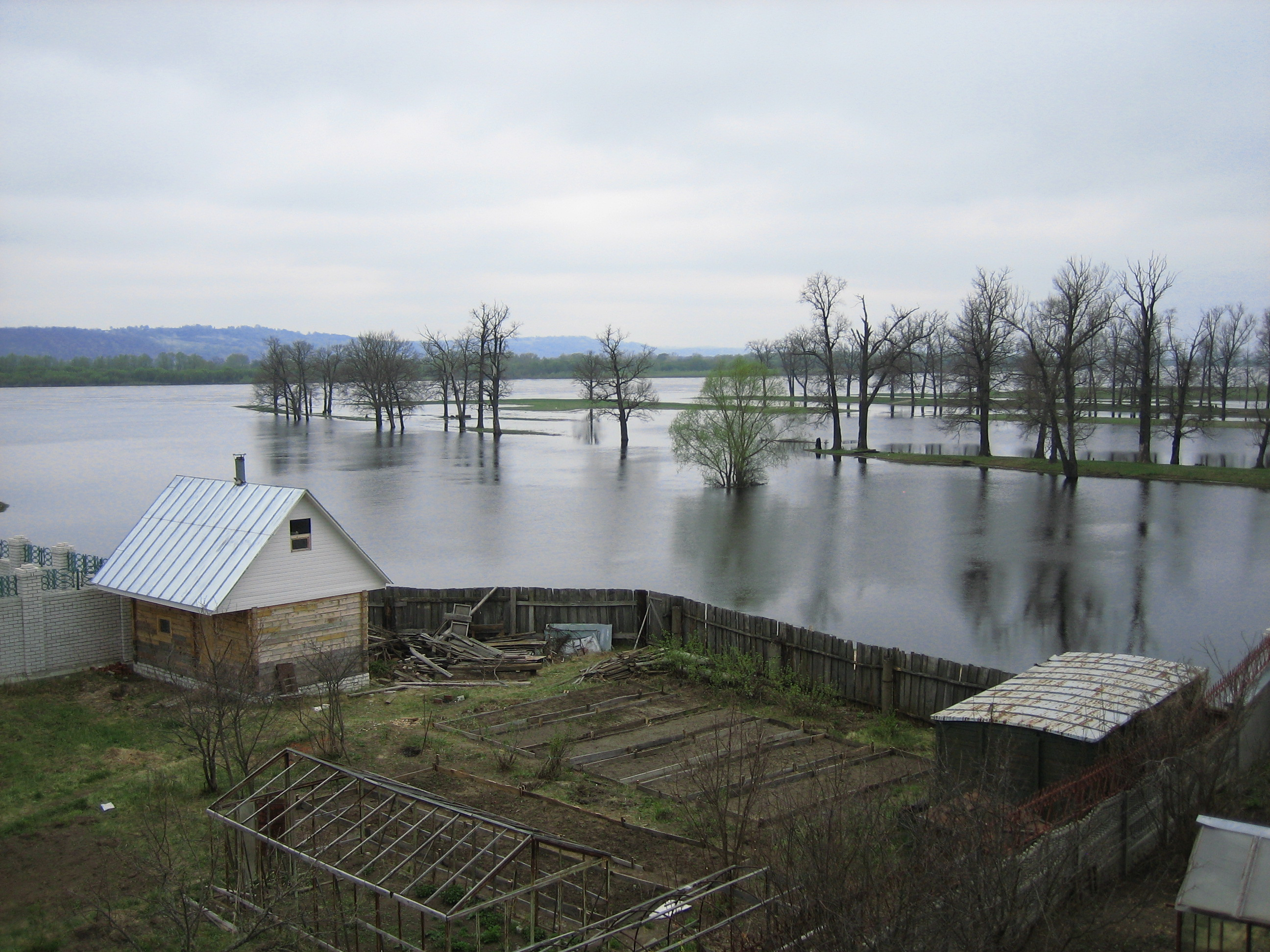
Паводок в устье Совца
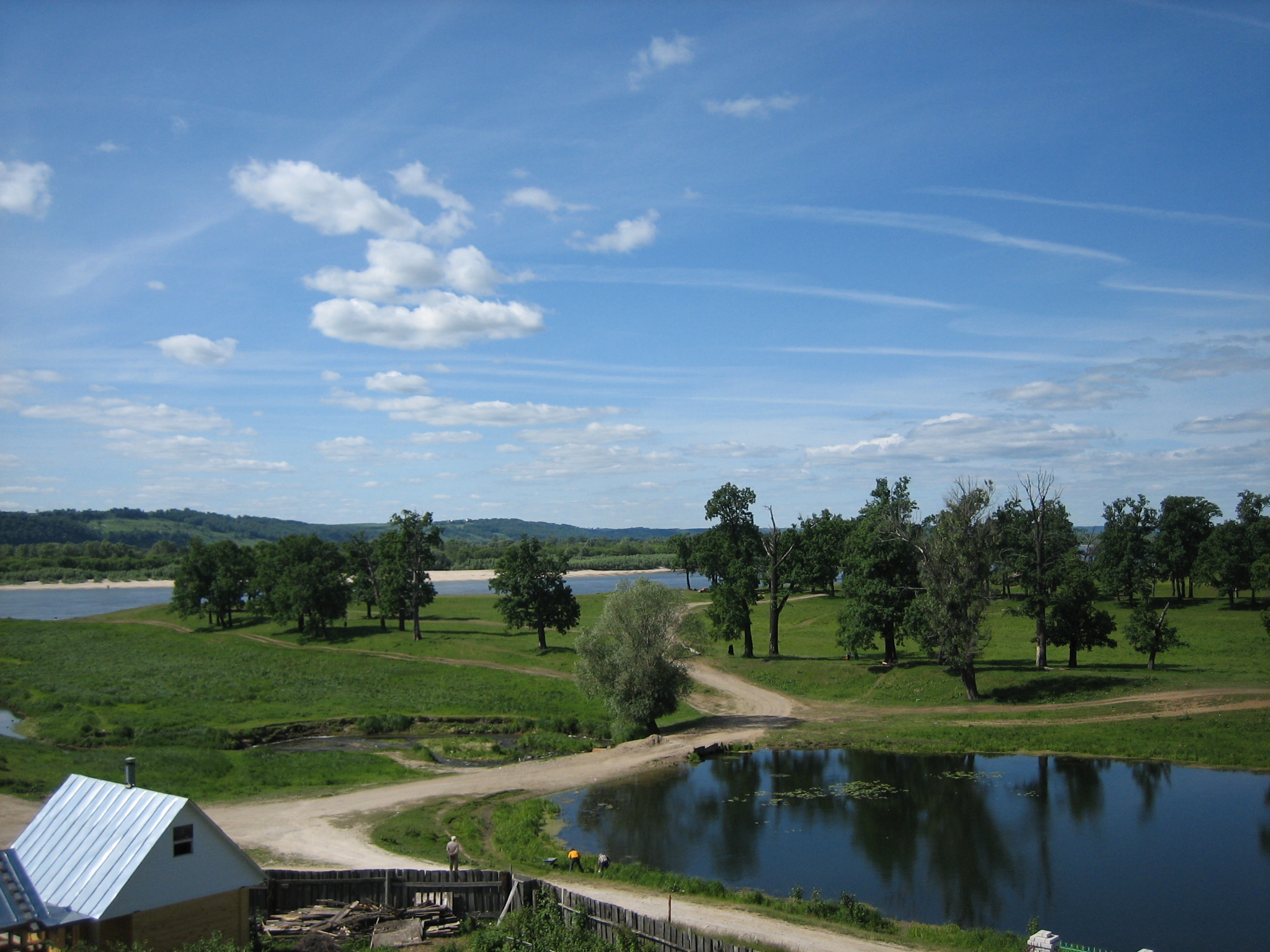
Устье Совца летом
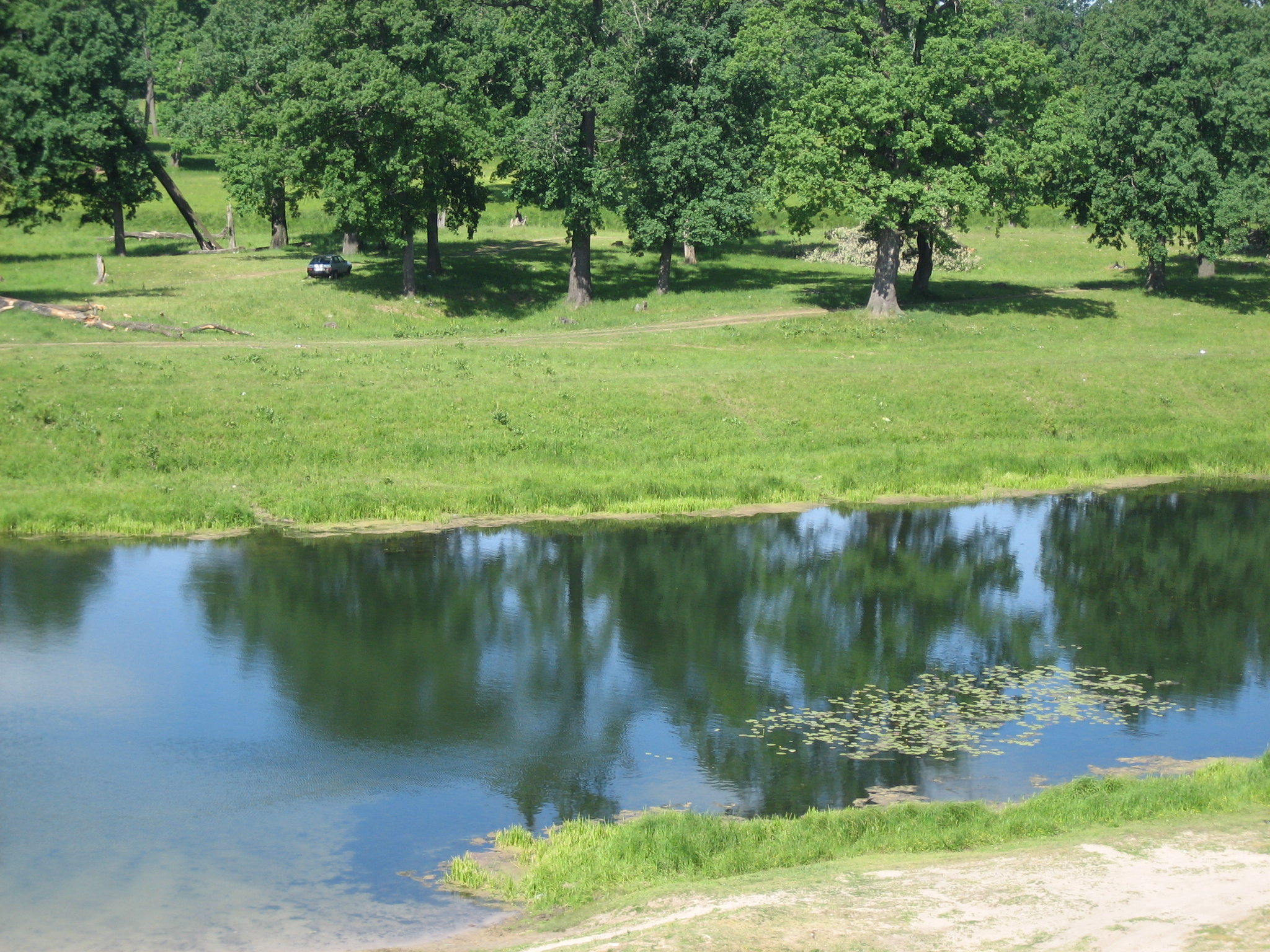
Река Совец близ впадения в Оку

## Церковь Благовещения Пресвятой Богородицы
Храм Благовещения Пресвятой Богородицы построен в 1878 году на деньги купца первой гильдии Степана Петровича Солина. Освящён в 1879 году. В 1937 году храм был закрыт и разорён. До конца 80-х годов XX века здание находилось в полуразрушенном состоянии. В 1988 году храм был восстановлен и в нём было возобновлено богослужение.
В 1994 году при церкви открылась первая в Дзержинском благочинии воскресная школа. В 2003 году для подростков организована дружина «Витязи».